# Спринг Вали (Илиноис)
Спринг Вали (енгл. Spring Valley) град је у америчкој савезној држави Илиноис. По попису становништва из 2010. у њему је живело 5.558 становника.

## Демографија
Према попису становништва из 2010. у граду је живело 5.558 становника, што је 160 (3,0%) становника више него 2000. године.
| Група             | 2000.         | 2010.         |
| Белци             | 4.917 (91,1%) | 4.606 (82,9%) |
| Афроамериканци    | 41 (0,8%)     | 78 (1,4%)     |
| Азијати           | 24 (0,4%)     | 34 (0,6%)     |
| Хиспаноамериканци | 359 (6,7%)    | 770 (13,9%)   |
| Укупно            | 5.398         | 5.558         |